# Гончарук, Антон Николаевич
Антон Николаевич Гончарук (1908, с. Джурин — 1992) — Герой Социалистического Труда.

## Биография
Родился в 1908 году в селе Джурин (ныне — Шаргородский район Винницкой области).
С 1945 по 1959 годы возглавлял колхоз им. Ленина села Михайловка.
В 1947 году в колхозе было выращено по 30,73 ц/га на 49 га пшеницы. Указом Президиума Верховного Совета СССР от 16 февраля 1948 года «за получение высоких урожаев пшеницы, ржи, кукурузы и сахарной свеклы, при выполнении колхозом обязательных поставок и натуроплаты за работу МТС в 1947 году и обеспеченности семенами зерновых культур для весеннего сева 1948 года» удостоен звания Героя Социалистического Труда с вручением ордена Ленина и золотой медали «Серп и Молот».
Этим же указом были награждены четверо работников колхоза: Гарматюк Анна Павловна, Козяр Анна Степановна, Наумчак Ольга Ильинична и Шаргало Вера Мартыновна.
В 1952 году колхоз им. Ленина стал миллионером. За значительные успехи в развитии сельского хозяйства и достижение высоких показателей по производству и заготовке зерна, сахарной свеклы, мяса, молока и другой сельскохозяйственной продукции Указом Президиума Верховного Совета СССР от 26.02.1958 председатель колхоза А. М. Гончарук награждён вторым орденом Ленина.
В 1959 году А. М. Гончарук переехал из Михайловки в Шаргород, где работал директором местного маслозавода. Постоянно приезжал в Михайловку во время различных торжественных событий.
Умер в 1992 году, похоронен в пгт Копайгород Барского района Винницкой области, откуда родом его жена Пелагея.